# Gruppo 625
La série de locomotives italiennes Gruppo 625 des Ferrovie dello Stato numéros 1 à 188 et 300 à ? sont des locomotives à vapeur de disposition Mogul mises en service de 1910 à 1922.

## Genèse
En 1905, année de création des Ferrovie dello Stato (FS), l'effectif des locomotives pour trains légers de voyageurs et marchandises comportait beaucoup de séries de locomotives disparates héritées des anciennes compagnies, dont un certain nombre de locomotives de disposition 030 voire 120.
Parmi ces modèles des anciens réseaux, les 50 locomotives de disposition Mogul du Rete Adriatica, futur Gruppo 600, donnaient des résultats très satisfaisants. Par conséquent, les FS commandèrent 196 exemplaires supplémentaires, construites de 1905 à 1907 ; après avoir acquis deux exemplaires supplémentaires en 1912, provenant des Chemins de fer de la Valsugana, la série 600 comptait 248 exemplaires.
Pendant cet intervalle de temps, les FS avaient créé, sur base des locomotives Gr. 600, deux modèles destinés à des trains plus rapides :
- les locomotives Gruppo 630 qui, comme les Gr. 600 étaient des locomotives compound ;
- les locomotives Gruppo 640, à simple expansion et surchauffe, dont les performances surpassaient les Gr. 630.

En 1910, tirant parti du succès rencontré par ce dernier modèle, les FS appliquèrent la formule simple expansion + surchauffe aux Gr. 600, donnant naissance à un nouveau modèle, plus performant que les Gr. 600 et destiné à des trains plus lents que ceux confiés aux Gr. 640.
Ce modèle, fabriqué à 188 exemplaires de 1910 à 1922 fut dénommé Gruppo 625.

## Préservation
De nombreux exemplaires ont été conservés.
- La 625.308 est l'ancienne 600.008 du réseau Rete Mediterranea transformée en 625.

Galerie de photographies
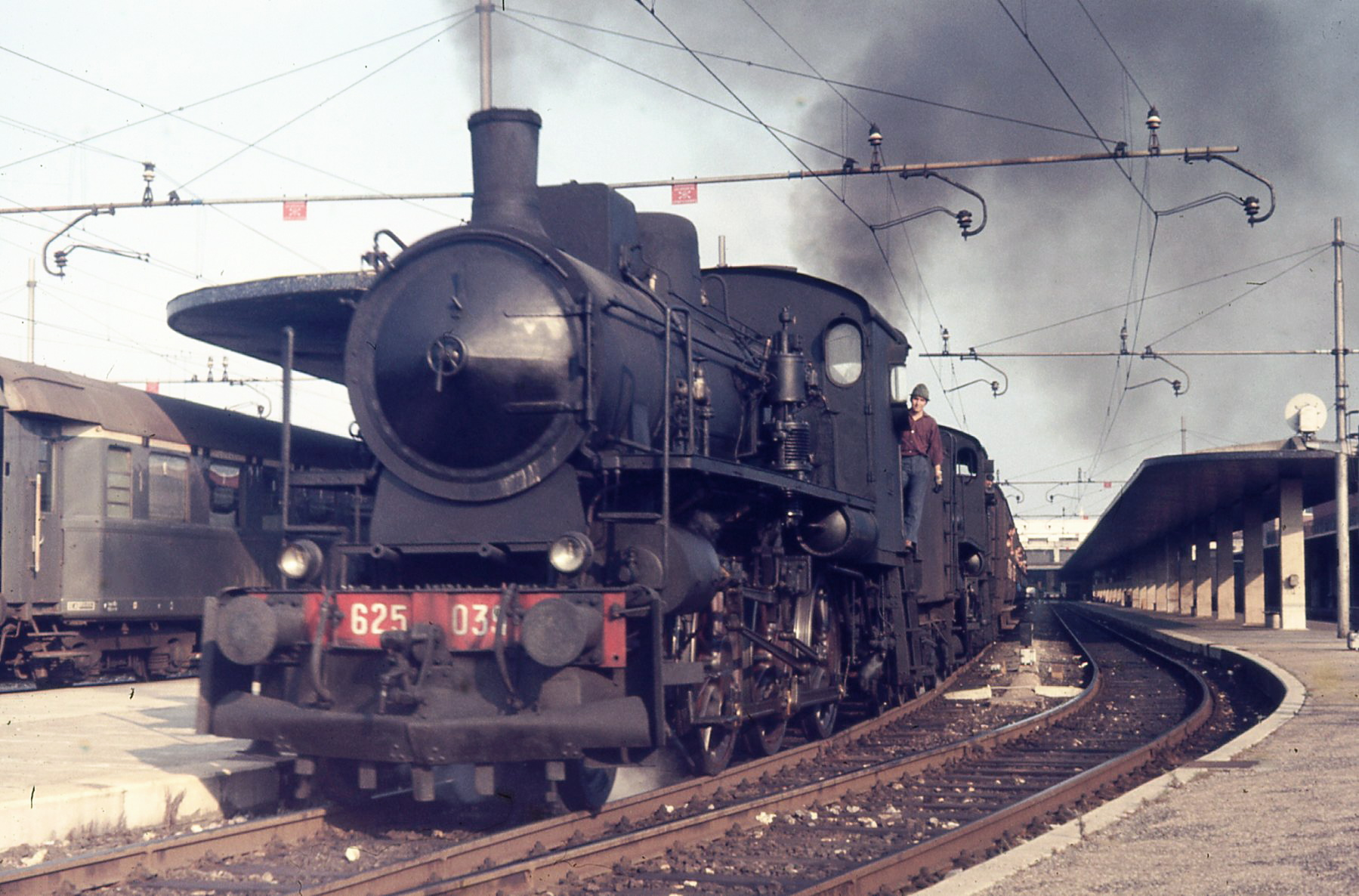
Double traction de 625 en service commercial en 1973.
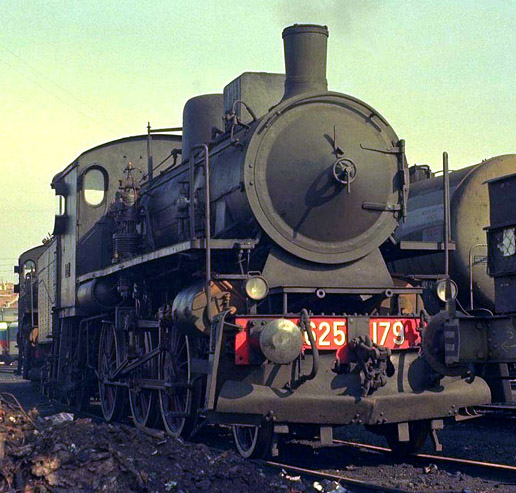
La 625.178.
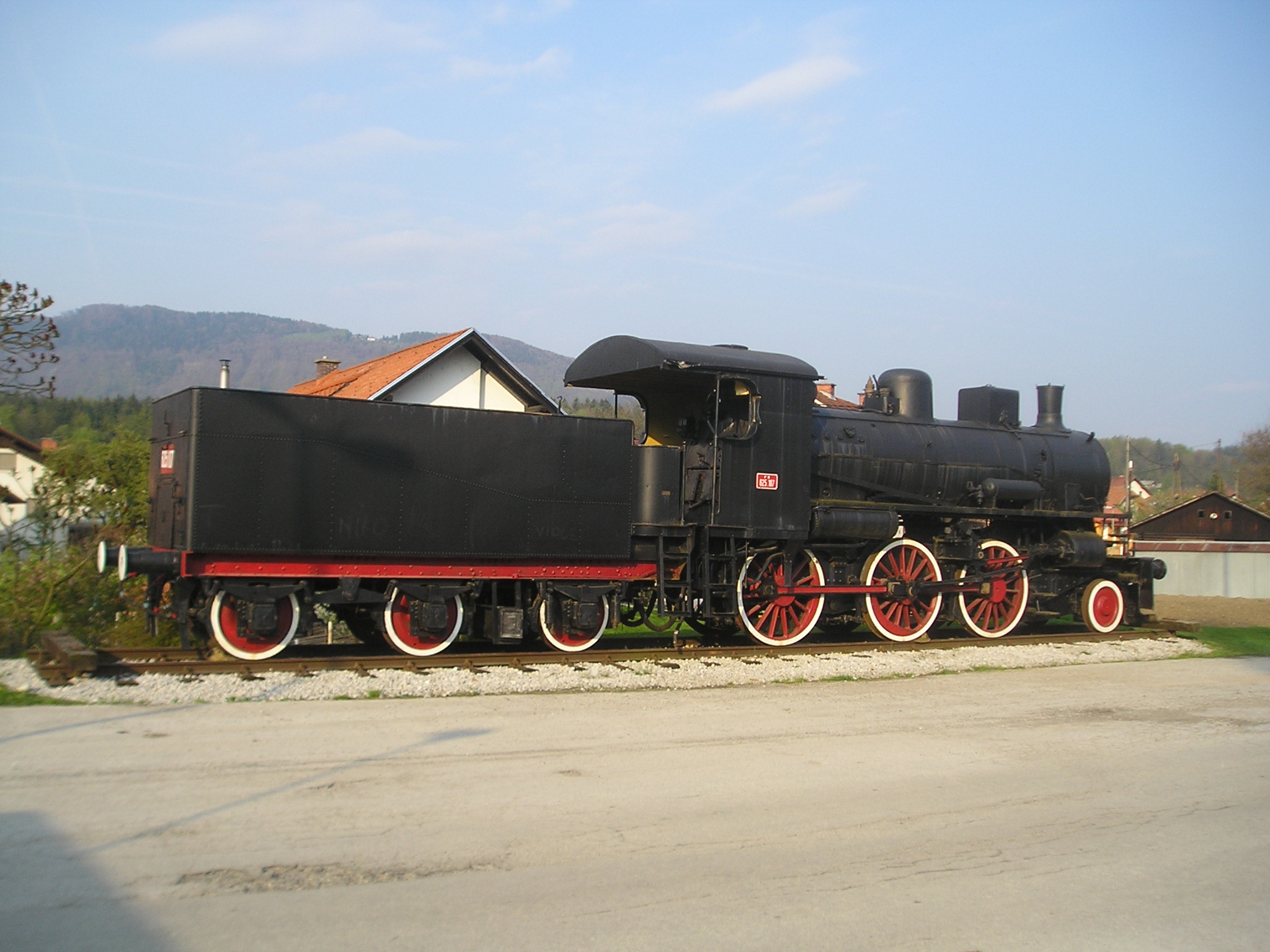
625.107, préservée en Slovénie depuis 1985.
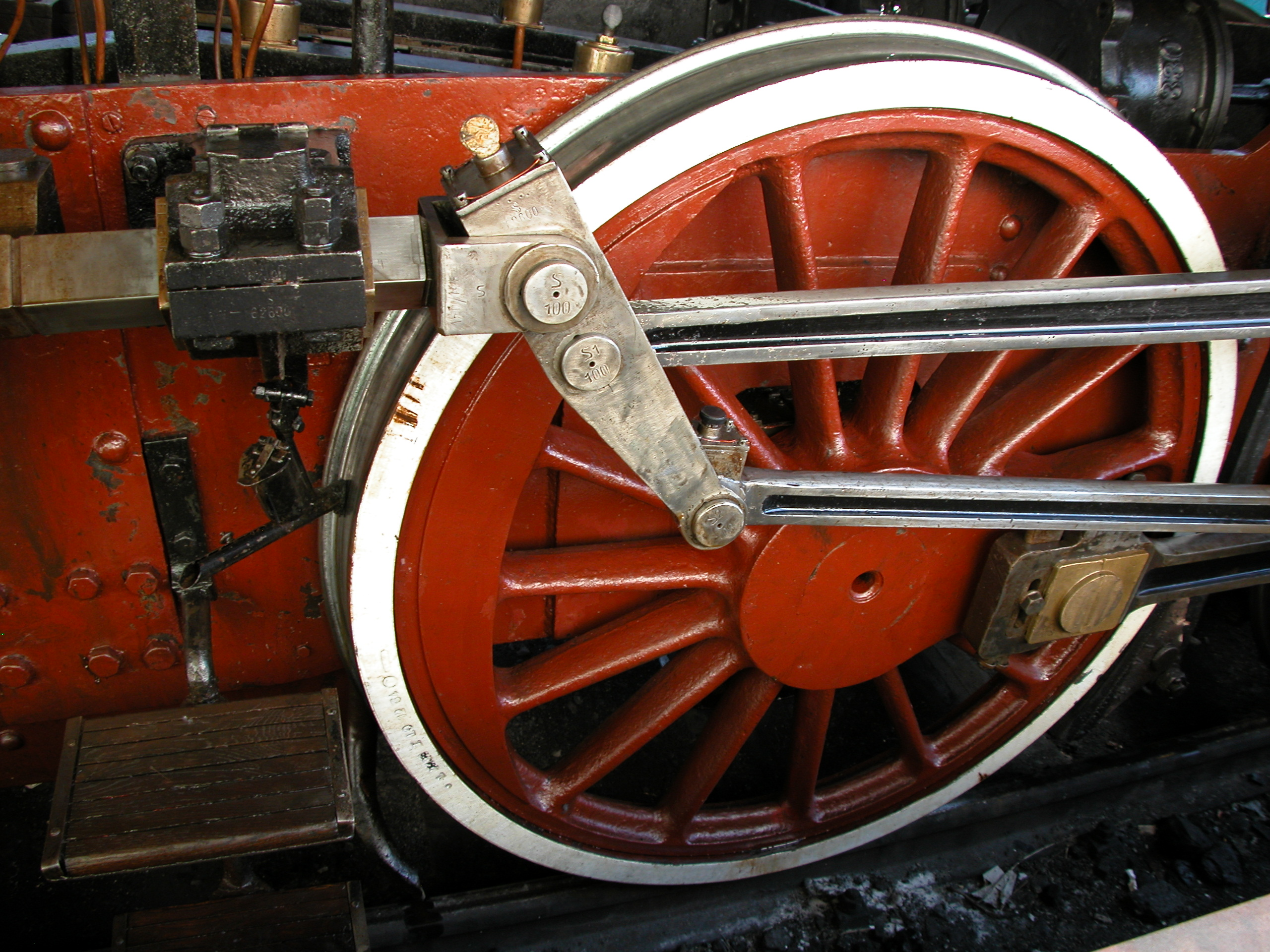
Embiellage de la 625.100.